# Jiří Kolbaba

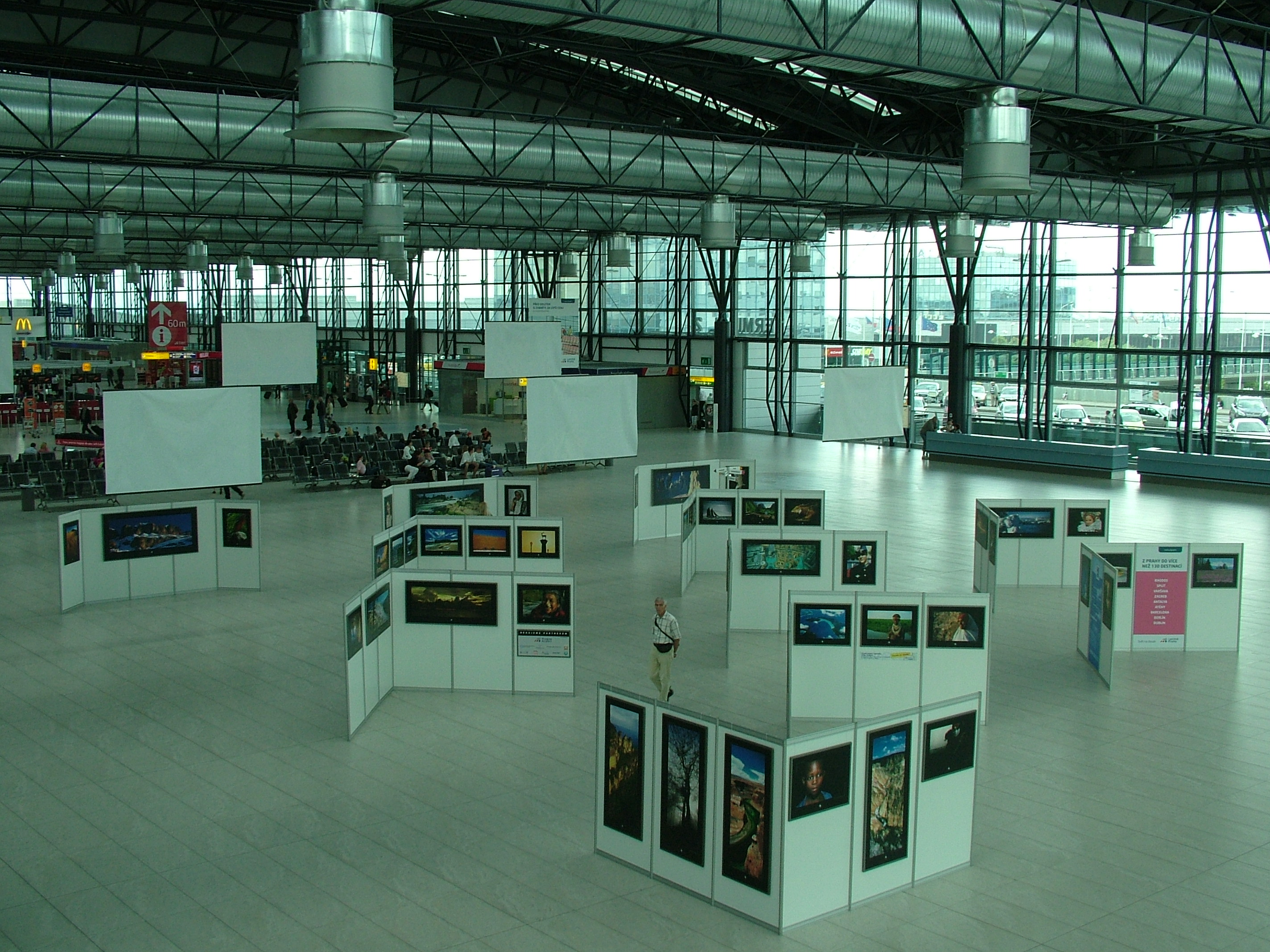
Fotografická výstava Jiřího Kolbaby: SVĚT NA DOSAH v odletovém Terminálu 2 Letiště Praha - Ruzyně, 2011

Jiří Kolbaba (* 15. dubna 1957 Brno) je český cestovatel, fotograf a spisovatel, viceprezident Českého klubu cestovatelů. Procestoval všech šest kontinentů planety, více než 140 zemí světa.
Popularizátor poznávání cizích kultur a ochrany fauny a flóry. Spolupracuje s mnoha tištěnými i elektronickými médii, na rádiu Impuls má již mnoho let populární autorský pořad o cestování. Známá jsou zejména jeho jevištní diashow pro různé skupiny v celém Česku.
Velkoplošné fotografie prezentuje při rozsáhlých výstavách doma i v zahraničí. Dosud vydal 8 publikací.
Na začátku roku 2012 se připojil k vědecké expedici výzkumníků z Masarykovy univerzity v Antarktidě. V rámci dobrovolnického programu se podílí na chodu a zazimovávacích pracích na polární stanici J. G. Mendela.
V roce 2013 navštívil Antarktidu již potřetí. Tentokrát značně dobrodružně na polské plachetnici SELMA.

## Osobní život
Jiří Kolbaba je rozvedený, má syna Tomáše. Středoškolským vzděláním grafik , zakladatel několika reklamních agentur.

## Sportovní úspěchy
V mládí se věnoval atletice, kde zejména v běhu na 3 km překážek dosáhl výborných výsledků. V roce 1983 získal stříbrnou medaili v této disciplíně na Mistrovství Československa v atletice. Stal se také mistrem ČSR v běhu na tři kilometry překážek.

## Publikace
- 6 kontinentů – příběhy z cest, 2004
- Obrazy světa, 2005
- Tváře světa, 2006
- Dopisy z cest – první díl, 2009
- Dopisy z cest – druhý díl, 2010
- Dopisy z cest – třetí díl, 2013
- Dopisy z cest – čtvrtý díl, 2015
- Země - 2014
- Island - 2019